# Josep Benet
Pour les articles homonymes, voir Benet (homonymie).
Josep Benet i Morell, né à Cervera le 14 avril 1920 et mort à San Cugat del Vallés le 25 mars 2008, est un historien et homme politique catalan.

## Biographie
Formé à l'Escolania de Montserrat, il milite dans sa jeunesse dans des organisations catalanistes. Durant la guerre civile espagnole, il combat dans les rangs des républicains. Il est diplômé de droit à l'université de Barcelone en 1945 et devient plus tard avocat, spécialisé dans la défense des victimes de la répression franquiste.
Il reçoit diverses récompenses au cours de sa vie :
- Le prix Joan Maragall de l'Institut d'Estudis Catalans en 1961 ;
- Le prix d'honneur des lettres catalanes en 1996 ;
- La médaille d'or de la Généralité de Catalogne en 2008.

## Publications
- 1964 : Maragall i Setmana Tràgica — Prix Lletra d'Or 1964
- 1968 : El Doctor Torras i Bages en el marc del seu temps
- 1973 : Catalunya sota el règim franquista
- 1990 : Exili i mort del president Companys
- 1992 : El president Tarradellas en els seus textos (1954-1988)
- 1995 : L'intent franquista de genocidi cultural de Catalunya
- 1998 : La mort del president Companys
- 1999 : Carles Rahola, afusellat
- 2003 : Escrits en defensa pròpia
- 2003 : Domènec Latorre, afusellat per catalanista
- 2005 : De l'esperança a la desfeta (1920-1939)